# Осока Біґелоу
Осока Біґелоу, осока Бігелова (Carex bigelowii) — вид багаторічних трав'янистих рослин родини осокові (Cyperaceae). Етимологія: видова назва на честь американського ботаніка Джейкоба Бігелоу (англ. Jacob Bigelow).

## Опис
З короткими кореневищами. Стебла ледь запушені, 10–30(50) см, гостро прямокутні. Листки темно-зелені й жорсткі; листові пластини шириною 1,5–4 мм. Сім'янки 2–3 мм, гладкі, з дзьобом до 0,2 мм. Рослина в цілому відтворюється вегетативно, нащадками його кореневища. Також поширюється через столони. Іноді відтворюється насінням.

## Поширення
Російська Азія; Європа: Україна, Австрія, Чехія, Німеччина, Польща, Фарерські острови, Фінляндія, Ісландія, Ірландія, Норвегія, Швеція, Об'єднане Королівство, Румунія, російська північ; Північна Америка: Канада, Гренландія, США. Росте в арктичних і альпійських середовищах існування (ліси, болота, луки і тундра). Ця рослина може колонізувати порушені місця існування. Кореневища можуть запобігти ерозії ґрунту.

## Галерея

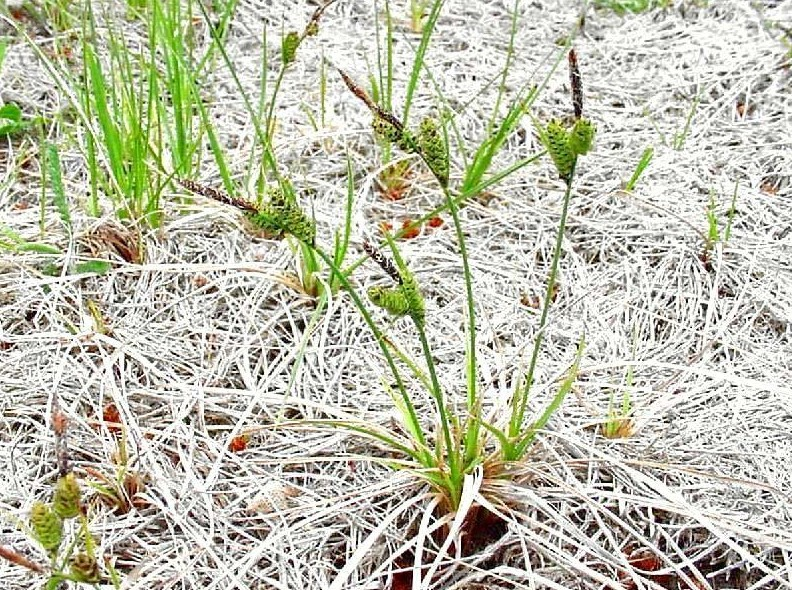
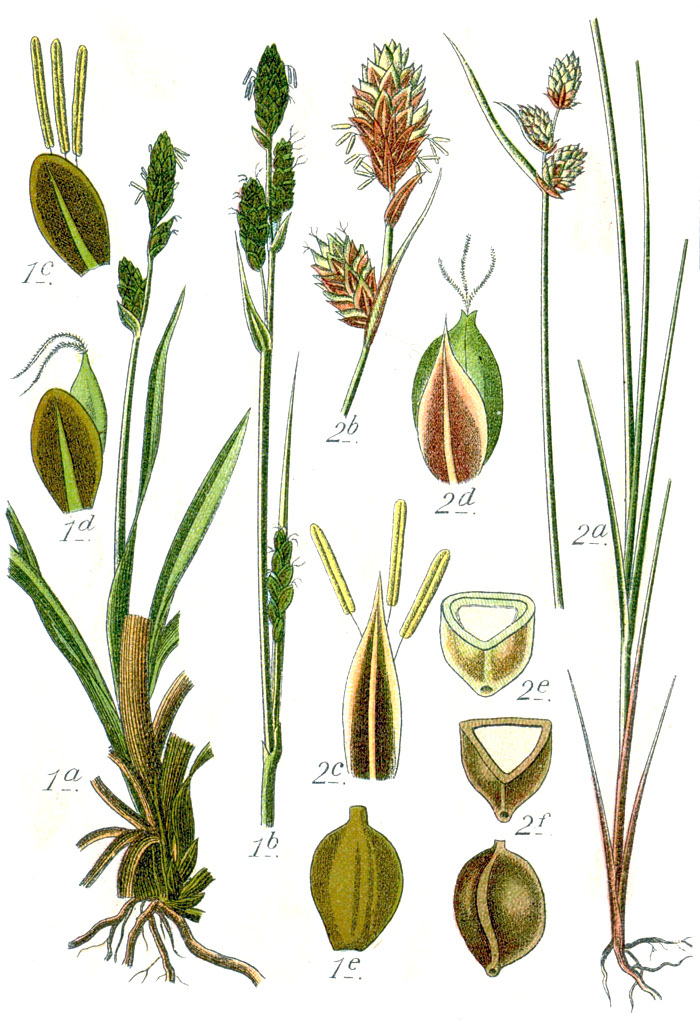

## Список використаних джерел
1. ↑  Carex bigelowii // Словник українських наукових і народних назв судинних рослин / Ю. Кобів. — Київ : Наукова думка, 2004. — 800 с. — (Словники України). — ISBN 966-00-0355-2.
2. ↑  Т. Л. Андрієнко, М. М. Перегрим (уклад.). Офіційні переліки регіонально рідкісних рослин адміністративних територій України (довідкове видання). — Київ : Альтерпрес, 2012. — 148 с. — ISBN 978-966-542-512-0.
3. ↑  Flora of North America
4. ↑  Flora of NW Europe[недоступне посилання з липня 2019]
5. ↑  Robin F. Matthews (1992). «Carex bigelowii»
6. ↑  Germplasm Resources Information Network (GRIN)
7. ↑  Euro+Med Plantbase
8. ↑  Pan-arctic flora